# トラップ (映画)
『トラップ』（原題：Piégé、英題：Trapped）は、2014年のフランス映画。

## あらすじ
ゲリラの襲撃を受け、生き残ったフランス軍兵士のデニスとムラートは大量のヘロインを発見した。ムラートは持って帰って売ろうと提案するが、デニスは反対する。言い争いの最中、デニスは地雷を踏んでしまう。直後ゲリラに攻撃されムラートは撃たれてしまい、デニスは孤立無援に。デニスの孤独な戦いが始まる。

## スタッフ
- 監督：ヤニック・セレ
- 脚本：ヤニック・セレ、ヴァンサン・クルーゼ、ジェレミー・ギャラン
- 製作：パトリック・ヒメネス、ファビオ・コンヴェルシ
- 音楽：ティエリー・ブランシャール、ロバート・ゴールドマン
- 撮影：レモン・デュマ
- 編集：エリック・ジャクマン

## キャスト
※役名、俳優の順
- デニス：パスカル・エルベ
- ムラート：ローラン・リュカ
- キャロライン：キャロリーヌ・バル
- エリック：アルノー・アンリエ